# Lana Parrilla
Lana Maria Parrilla (født 15. juli 1977) er en amerikansk skuespiller.

## Filmografi

### Film
| År   | Titel                                         | Rolle                   | Noter                                     |
| ---- | --------------------------------------------- | ----------------------- | ----------------------------------------- |
| 2000 | Spiders                                       | Marci Eyre              |                                           |
| 2000 | Very Mean Men                                 | Teresa                  |                                           |
| 2001 | Semper Fi                                     | Female Series Commander |                                           |
| 2003 | Frozen Stars                                  | Lisa Vasquez            |                                           |
| 2005 | One Last Ride                                 | Antoinette              |                                           |
| 2008 | Mistaken / The Double Life of Eleanor Kendall | Eleanor Kendall/Nellie  |                                           |
| 2020 | The Tax Collector                             | Favi                    |                                           |
| 2022 | Split at the Root                             |                         | Documentary film; also executive producer |
| 2022 | Scrap                                         | Stacy                   |                                           |
| 2024 | Atlas                                         | Val Shepherd            |                                           |
| TBA  | Skabelon:Pending film                         |                         | Post-production                           |

### Tv
| År        | Titel              | Rolle                            | Noter |
| --------- | ------------------ | -------------------------------- | --- |
| 1999      | Grown Ups          | Waitress                         | Episodes: "Truth Be Told", "J Says" |
| 2000      | Rude Awakening     | Nurse Lorna                      | Episode: "Telltale Heart pt.1" |
| 2000–2001 | Spin City          | Angie Ordonez                    | Series regular, 21 episodes |
| 2002      | JAG                | Lt. Stephanie Donato             | Episode: "Head to Toe" |
| 2002      | The Shield         | Sedona Tellez                    | Episode: "Circles" |
| 2002–2003 | Boomtown           | Teresa Ortiz                     | Imagen Award for Best Supporting Actress |
| 2004      | NYPD Blue          | Officer Janet Grafton            | Recurring role, 3 episodes |
| 2004      | Six Feet Under     | Maile                            | Episodes: "Terror Starts at Home", "The Dare" |
| 2005      | 24                 | Sarah Gavin                      | Recurring guest role / Series regular, 12 episodes |
| 2006      | Windfall           | Nina Schaefer                    | Series regular, 13 episodes |
| 2006      | Lost               | Greta                            | Episodes: "Greatest Hits", "Through the Looking Glass" |
| 2008      | Swingtown          | Trina Decker                     | Series regular, 13 episodes |
| 2010      | Miami Medical      | Dr. Eva Zambrano                 | Series regular, 13 episodes |
| 2010      | Covert Affairs     | Julia Suarez                     | Episode: "South Bound Suarez" |
| 2010      | Medium             | Lydia Halstrom                   | Episode: "The Match Game" |
| 2010      | The Defenders      | Betty Johnson                    | Episode: "Las Vegas vs. Johnson" |
| 2011      | Chase              | Isabella Cordova                 | Episode: "Narco: Part 1" |
| 2011–2018 | Once Upon a Time   | Regina Mills / Evil Queen / Roni | Main role; 156 episodes Teen Choice Award for Choice TV Actress: Sci-Fi/Fantasy ALMA Award for Outstanding TV Actress - Drama TV Guide Award for Favorite Villain Nominated – Teen Choice Award for Choice TV Villain Nominated – Teen Choice Award for Choice TV Villain Nominated – Saturn Award for Best Supporting Actress on Television Nominated – TV Guide Award for Favorite Villain Nominated – Teen Choice Award for Choice TV Actress: Sci-Fi/Fantasy Nominated – Teen Choice Award for Choice TV Actress: Sci-Fi/Fantasy |
| 2021      | Why Women Kill     | Rita Castillo                    | Main role (season 2) Gracie Award for Best Actress in a Supporting Role – Comedy or Musical |
| 2023      | The Lincoln Lawyer | Lisa Trammell                    | Recurring role (season 2) |
| 2024      | Lesbophilia        | Miss Madam                       | Short film |